# 덴마크 유대인 박물관

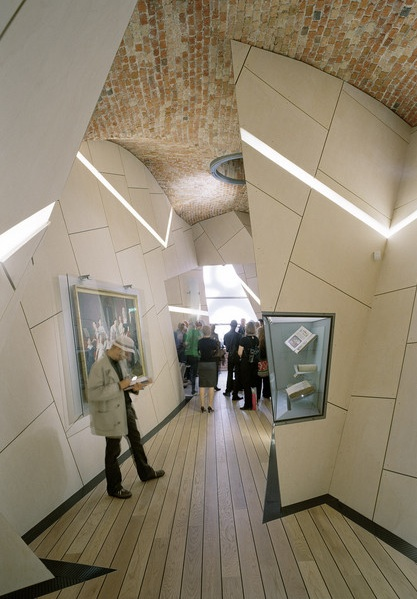
덴마크 유대인 박물관

덴마크 유대인 박물관(덴마크어: Dansk Jødisk Museum)은 덴마크 코펜하겐에 위치한 유대인 박물관이다. 덴마크 왕립도서관 정원 안에 있는 올그 겔리 하우스를 리모델링하여 2004년 개장하였다.

## 같이 보기
- 덴마크 유대인 구출